# Ležnice (pracovní tábor)
Tábor Ležnice, fungující při stejnojmenném uranovém dole v obci Ležnice u Horního Slavkova, byl trestanecký pracovní tábor. Zdejší kriminální, retribuční a političtí vězňové museli těžit uranovou rudu v místních uranových šachtách. Tábor Ležnice, kódově označovaný písmenem „O“, byl součástí rozsáhlé soustavy 18 trestaneckých uranových táborů s organizačním centrem v Jáchymově. Organizaci těžních prací zajišťoval podnik Jáchymovské doly.

## Historie tábora
Tábor byl postaven na rovném poli hned u dolu Ležnice. Do provozu byl uveden 26. ledna 1950. Zdejší trestanci pracovali na šachtě 6, šachtě Barbora a samozřejmě i přímo v hlubině dolu Ležnice. Jednalo se o menší tábor. Disponoval primitivní lékařskou ordinací, špatně vybavenou obuvnickou a krejčovskou dílnou. Táborová kuchyně byla prostorná, ale špatně vybavená. Pod kuchyní bylo vyhloubeno podzemní skladiště potravin. Vodovod byl do tábora zaveden až dodatečně, takže se pitná voda musela denně dovážet. Užitková radioaktivní voda se čerpala z šachty. V srpnu 1954 tvořily tábor čtyři baráky, kuchyně, menší sklad a samozřejmě budova zděné korekce.
Nejznámější postavou zdejšího táborového života se stal Václav Lauer, známý také jako „Venca Laur“, náčelník tohoto detašovaného vězeňského areálu. Zpočátku žoviální představitel táborové ostrahy začal postupně akceptovat i nejtvrdší formy táborových trestů. Náčelníkem trestaneckého tábora Ležnice byl od roku 1951 do roku 1955, respektive 1956. Čím přesně byl během roku 1956 pověřován je ovšem nejasné, protože tábor Ležnice byl už v létě roku 1955 zrušen.
Nejintenzivnější těžba zde probíhala mezi roky 1953–1955. V polovině padesátých let již geologickým průzkumem nedocházelo k žádným dalším nálezům rud. Provoz trestaneckého tábora Ležnice byl ukončen k 22. srpnu 1955. Po uzavření táborů XII, Prokop a Svatopluk tak byl táborem Ležnice definitivně ukončen provoz všech trestaneckých táborů u Horního Slavkova. Po ukončení hornických prací uranových dolů v oblasti Horního Slavkova byly všechny jámy postupně zlikvidovány s výjimkou jámy č. 9, která byla v roce 1958 předána Rudným dolům pro účely novodobé otvírky cíno-wolframového ložiska Hubského pně.